# طريق مولهولاند
طريق مولهولاند (بالإنجليزية: Mulholland Drive)‏ هو فيلم نوار أميركي صدر في 2001، من تأليف وإخراج ديفيد لينش وقام ببطولته نعومي واتس وجستن ثيروكس ولورا هارينج. الفيلم يروي قصة ممثلة طموحة تدعى بيتي إلمز، تصل لأول مرة إلى لوس أنجلوس، ثم تلتقي وتصاحب امرأة مصابة بفقدان الذاكرة مختبأة في الشقة التي تعود لعمة بيتي. تتضمن القصة العديد من المشاهد الانطباعية غير المترابطة، لكنها تتربط في نهاية المطاف بطرق مختلفة، فضلا عن بعض مشاهد السريالية والصور التي تتعلق بالسرد خفي.
طريق مولهولاند كان معد في الأصل كحلقة تجريبية. جزء كبير من الفيلم صور في عام 1999 حيث خطط ديفيد لينش لإبقاء نهاية الفيلم مفتوحة من أجل تحوليه إلى مسلسل محتمل. بعد عرض النسخة على المنتجين التلفزيونين، قرروا رفضه، فكان على ديفيد لينش تقديم نهاية للمشروع، جاعلاً إياه فيلم. النتيجة كانت فيلم يضم نصف حلقة تجريبية ونصف فيلم مصور إضافة أسلوب لينش المميز، وهذا ما جعل معظم أحداث الفيلم مفتوحة للتأويل. امتنع لينش عن تقدم تفسيرا لنواياه في سرد القصة، تاركاً الجماهير والنقاد وأعضاء فريق التمثيل لتخمين ما حدث.
الفيلم الذي مصنف كإثارة نفسية، تلقى إشادة كبيرة من قبل عديد النقاد وحصد لينش جائزة أفضل مخرج في مهرجان كان السينمائي 2001، كما ترشح لجائزة الأوسكار لأفضل مخرج. طريق مولهولاند أطلق مسيرة نعومي واتس ولورا هارينج وكان آخر فيلم للممثلة آن ميلر. يعد الفيلم واحد من أفضل أعمال ديفيد لينش، بجانب رأس ممحاة (1977) والمخملية الزرقاء (1986).

## الحبكة
القصة قد لا تكون خطية وتعرض حالات من التشويش الزمني. يبدأ الفيلم بمشهد حلم يظهر فيه مجموعة من الناس ترقص وينتهي المشهد بفتاة (ناعومي واتس) يحيط بها رجل وامرأة عجوزان، ويتقدمون ثلاثتهم لتحية الجمهور الذي يصفق لهم ثم يظهر سرير يحتوي وسادة حمراء. على طريق مولهولاند تنجوا امراة ذات شعر أسود من حدفها بعد اصدام سيارة مجهولة بالسيارة التي تقلها وتقل الشخصين الذين يريدان قتلها. تهرب المرأة من مكان الحادث وهي مصابة وفي حالة صدمة وتذهب إلى لوس أنجلوس. المحققان الذي يحققنا في الحادث يشبتهان أن المرأة ذهب إلى المدينة. في الفجر تقوم المرأة بالدخول إلى شقة كانت امرأة عجوز ذات شعر أحمر تقوم بإخلائها. في مطعم يدعى «وينكيز»، يخبر رجل رفيقه عن كابوس راوده رأى فيه مخلوق فظيع خلف المطعم. عندما يذهاب للتحق من ذلك، يظهر المخلوق، مسببا الانهيار لصاحب الكابوس. بينما تنام المرأة ذات الشعر الأسود في الشقة، يقوم مجموعة من الرجال بإجراء مكالمات غامضة بشأن مكان وجود المرأة. تصل إلى مطار لوس أنجلوس ممثلة طموحة تدعى «بيتي إلمز» (ناعومي واتس) برفقة رجل وامرأة عجوزان تعرفت عليهما أثناء الرحلة؛ هما نفسهما العجوزان في المشهد الأول. يغادر العجوزان المطار بسيارة ليموزين سوداء. تصل «بيتي» إلى شقة عمتها وتعثر على المرأة ذات الشعر الأسود وتفترض أنها تقيم هنا بموافقة عمتها. تخبرها «بيتي» كم هي سعيدة بوجدها في لوس أنجلوس. المرأة مشوشة بسبب الحادثة ولا تعرف اسمها، فتفرض أن اسمها «ريتا» بعد رؤيتها لمصلق فيلم "Gilda" من بطولة ريتا هيوارث.
مخرج سينمائي يدعى «آدم كيشر» يتورط مع المافيا، الذين يصرون عليه باختيار ممثلة غير معروفة تدعى «كاميلا رودس» (ميليسا جورج) للدور الرئيسي في فيلمه. بعد أن يرفض ذلك، يعود للمنزل ليجد زوجته تخونه، ثم يطرده عيشقها من منزله. لاحقاً يعلم أن مصرفه قام بغلق خط ائتمانه والآن هو مفلس. هو يوافق على مقابلة شخص غامض يدعى «راعي البقر»، الذي يحثه من أجل سلامته على اختيار «كاميلا رودس». لاحقاً، يقوم قاتل مأجور أخرق (مارك بيليغرينو) بسرقة كتاب مليء بأرقام هواتف ويخلف وراءه ثلاثة قتلى.
تقرر «بيتي» مساعدة «ريتا» في تذكر هويتها، فتطلب منها البحث في حقيبتها، ويجدون كيمة كبيرة من المال ومفتاح أزرق غريب. بعد ذلك يذهاب إلى مطعم «وينكيز» وهناك يلتقيان بنادلة تدعى «ديان»، هذا الاسم يجعل «ريتا» تتذكر الاسم «ديان سلوين». يجدان «ديان سلوين» في دليل الهاتف وتصلون بها، لكنه لا ترد. تذهب «بيتي» إلى تجربة أداء، حيث يشاد كثيراً بادائها. بعد الاختبار تقوم وكيلة ممثلين بأخذ «بيتي» إلى موقع تصوير فيلم "The Sylvia North Story"، للمخرج «آدم كيشر»، وهناك تقوم «كاميلا رودس» بتجربة أداء ويوافق «آدم» عليها للدور الرئيسي. تهرب «بيتي» من موقع التصوير قبل مقابلة المخرج وتتعذر بأن عليه مساعدة صديقتها.
تذهب «بيتي» و«ريتا» إلى شقة «ديان سلوين» ويدخلان عنوة عندما لم يرد أحد عليهما. في غرفة النوم يجدان جثة مرأة ميتة منذ عدة أيام. تهربان الاثنتان مذعورتين ويعدوان إلى شقتهما، حيث هناك تقوم «ريتا» بالتخفي بشعر مستعار أشقر خوفاً على نفسها من القتل. في تلك الليلة تمارس الاثنتان الجنس؛ «بيتي» تقول ل«ريتا» انها تحبها. لاحقاً يستيقظان في الساعة الثانية صباحاً، حينما تصر «ريتا» على الذهاب إلى مسرح غريب يدعى مسرح «الصمت». على خشبة المسرح، يظهر رجل يشرح بعدة لغات أن كل شيء هو وهم؛ تبدأ مرأة بالغناء على الخشبة ثم تسقط منهارة، إلا أن غناءها يستمر. تجد «بيتي» في حقيبتها صندوق أزرق يطابق مفتاح «ريتا». عند عودتهما، تأخذ «بيتي» المتفاح ثم تدرك أن «ريتا» أختفت. تفتح «بيتي» الصندوق بالمقتاح ثم تسقط أرضا.
تسمع المرأة العجوز ذات الشعر الأحمر الصوت وتذهب للتحقق لكنها لا تجد أي شيء. يظهر «راعي البقر» واقف عند باب غرفة نوم «ديان سلوين» يقول «مرحباً يا فتاة، حان وقت الاستيقاظ.» فتصحوا «ديان سلوين» (تجسدها ناعومي واتس) في سريرها. هي تبدوا نسخة طبق الأصل عن «بيتي»، لكنها مصورة كممثلة فاشلة مصابة بالاكتئاب بسبب حبها العميق ل«كاميلا رودس» (تجسدها لورا هارينج). تذهب «ديان سلوين» إلى حفلة في منزل المخرج «آدم» عند طريق مولهولاند، بناءً على دعوة من «كاميلا». تتوقف ليموزين التي تقلها قبل أن تصل إلى المنزل وتأتي «كاميلا» لتفتح باب السيارة ل«ديان» وترافقها للمنزل بواسطة طريق مختصر. عند الحفلة، يظهر «آدم» واقع في حب «كاميلا». على العشاء، تصرح «ديان» انها قدمت إلى هوليوود بعد وفاة عمتها، وانها قابلت «كاميلا» عند موقع تصوير "The Sylvia North Story". تأتي مرأة أخرى (تجسدها ميليسا جورج) وتقبل «كاميلا» ثم ينظر الاثنتان إلى «ديان» ويبتسمان. يتحظر «آدم» و«كاميلا» للقيام بإعلان هام، ويبدأن بالضحك والتقبيل بينما تشاهد ذلك «ديان» وهي تبكي.

المرأة ذات الشعر الأسود أطلقت اسم "ريتا" على نفسها بعد رؤية الاسم على ملصق فيلم.

تقابل «ديان» القاتل المأجور في مطعم «وينكيز»، حيث تعطيه صورة «كاميلا» ومبلغ كبير من المال، وتأتي نادلة تدعى «بيتي» لأخذ طلباتهم. يخبر القتال المأجور «ديان» انه عندما ينتهي من العملية، ستجد هي مفتاح أزرق. تسأله «ديان» ماذا يفتح المفتاح، لكن القاتل يكتفي بالضحك. تنظر ديان إلى جانب المطعم وترى الرجل صاحب الكابوس يجلس عند المنضدة. يظهر الصندوق الأزرق بحوزة رجل مشرد ذو وجه متوحش (نفسه من الكابوس) خلف المطعم. بالعودة إلى شقتها، تجد «ديان» المفتاح على الطاولة أمامها، ثم تبدأ بالهلوسة حيث ترى الزوجان العجوزان بشكل أشباح يريدان أذيتها، فتأخذ المسدس وتطلق النار على رأسها. ينتهي الفيلم بمرأة عند المسرح تقول «صمت».

## الممثلين
- نعومي واتس بدور بيتي إلمز/ديان سلوين
- لورا هارينج بدور ريتا
- جستن ثيروكس بدور آدم كيشر
- آن ميلر بدور كاثرين 'كوكو' لينويكس
- روبرت فورستر بدور المحقق هاري ماكنايت

## وصلات خارجية
- طريق مولهولاند على موقع IMDb (الإنجليزية)
- طريق مولهولاند على موقع ميتاكريتيك (الإنجليزية)
- طريق مولهولاند على موقع الموسوعة البريطانية (الإنجليزية)
- طريق مولهولاند على موقع روتن توميتوز (الإنجليزية)
- طريق مولهولاند على موقع نتفليكس (الإنجليزية)
- طريق مولهولاند على موقع قاعدة بيانات الأفلام العربية
- طريق مولهولاند على موقع ألو سيني (الفرنسية)
- طريق مولهولاند على موقع Turner Classic Movies (الإنجليزية)
- طريق مولهولاند على موقع أول موفي (الإنجليزية)
- طريق مولهولاند على موقع بوكس أوفيس موجو (الإنجليزية)
- Lost on Mulholland Drive